# Orestis Kiomourtzoglou
Orestis Kiomourtzoglou (Monaco di Baviera, 7 maggio 1998) è un calciatore tedesco, centrocampista del Wehen Wiesbaden.

## Caratteristiche tecniche
È un centrocampista centrale.

## Carriera
Kiomourtzoglou ha iniziato a giocare a calcio nel 2005, all'età di sette anni, nelle giovanili del SpVgg Unterhaching. Ha esordito in prima squadra il 17 luglio 2015 disputando l'incontro di Fußball-Regionalliga pareggiato 2-2 contro l'Ingolstadt 04 II.
Il 21 giugno 2019 è stato acquistato dall'Heracles Almelo. Dopo la retrocessione del club dalla prima divisione, nel 2022 si è trasferito al club scozzese Heart of Midlothian per una somma di trasferimento.
Nell'estate del 2023, tornò in Germania alla SpVgg Greuther Fürth.

## Statistiche

### Presenze e reti nei club
Statistiche aggiornate al 18 ottobre 2022.
| Stagione               | Squadra                | Campionato             | Campionato | Campionato | Coppe nazionali | Coppe nazionali | Coppe nazionali | Coppe continentali | Coppe continentali | Coppe continentali | Altre coppe | Altre coppe | Altre coppe | Totale | Totale |
| Stagione               | Squadra                | Comp                   | Pres       | Reti       | Comp            | Pres            | Reti            | Comp               | Pres               | Reti               | Comp        | Pres        | Reti        | Pres   | Reti   |
| ---------------------- | ---------------------- | ---------------------- | ---------- | ---------- | --------------- | --------------- | --------------- | ------------------ | ------------------ | ------------------ | ----------- | ----------- | ----------- | ------ | ------ |
| 2015-2016              | Unterhaching           | RL                     | 17         | 1          | CG              | 1               | 0               |                    | -                  | -                  |             | -           | -           | 18     | 1      |
| 2016-2017              | Unterhaching           | RL                     | 21+1       | 6+0        | CG              | 0               | 0               |                    | -                  | -                  |             | -           | -           | 22     | 6      |
| 2017-2018              | Unterhaching           | 3L                     | 29         | 2          | CG              | 0               | 0               |                    | -                  | -                  |             | -           | -           | 29     | 2      |
| 2018-2019              | Unterhaching           | 3L                     | 27         | 2          |                 | -               | -               |                    | -                  | -                  |             | -           | -           | 27     | 2      |
| Totale Unterhaching    | Totale Unterhaching    | Totale Unterhaching    | 94+1       | 11+0       |                 | 1               | 0               |                    | -                  | -                  |             | -           | -           | 96     | 11     |
| 2019-2020              | Heracles Almelo        | E                      | 24         | 2          | CO              | 3               | 0               |                    | -                  | -                  |             | -           | -           | 27     | 2      |
| 2020-2021              | Heracles Almelo        | E                      | 27         | 0          | CO              | 0               | 0               |                    | -                  | -                  |             | -           | -           | 27     | 0      |
| 2021-2022              | Heracles Almelo        | E                      | 24         | 2          | CO              | 2               | 0               |                    | -                  | -                  |             | -           | -           | 26     | 2      |
| ago. 2022              | Heracles Almelo        | ED                     | 3          | 0          | CO              | -               | -               |                    | -                  | -                  |             | -           | -           | 3      | 0      |
| Totale Heracles Almelo | Totale Heracles Almelo | Totale Heracles Almelo | 78         | 4          |                 | 5               | 0               |                    | -                  | -                  |             | -           | -           | 83     | 4      |
| ago. 2022-2023         | Hearts                 | SP                     | 4          | 0          | CS+CdL          | 0               | 0               | UECL               | 2                  | 0                  |             | -           | -           | 6      | 0      |
| Totale carriera        | Totale carriera        | Totale carriera        | 177        | 15         |                 | 6               | 0               |                    | 2                  | 0                  |             | -           | -           | 185    | 15     |